# Алоїз Махек
Алоїз Махек (чеськ. Alois Machek, серб. Alojz Mahek/Алојз Махек) — чеський футболіст і тренер, що вніс значний внесок у популяризацію югославського футболу у 10-х — 20-х роках XX століття.

## Біографія
Народився в місті Градець-Кралове, де грав у футбол у місцевих командах. Потім був металургійним працівником на заводі Шкода у місті Плзень, паралельно грав у футбольній команді «Češký lev». Після чого отримав пропозицію від співвітчизника Едуарда Міфека виступати у складі новоствореної футбольної команди «Велика Сербія». На той час Махеку було не більше 18 років. Президент клубу Данило Стоянович зібрав команду з молодих сербських і чеських гравців. Завдяки відмінній техніці, дриблінгу і сильному удару Махек одразу став лідером команди і її граючим тренером. Ці обов'язки виконував у 1913—1914 роках.
У 1914 році команда стала переможцем Сербського Олімпійського кубку, першого в історії сербського футбольного турніру. У фіналі «Велика Сербія» перемогла з рахунком 3:1 «Шумадію» із Крагуєваця, а Махек відзначився двома забитими голами. Під час Першої світової війни клуб практично не функціонував, але після її завершення був відроджений під назвою «Югославія», а Алоїз продовжив свої виступи у складі команди.
У 1922, 1923, 1924, 1925 і 1926 роках ставав з командою переможцем чемпіонату Белграда. Починаючи з 1923 року в країні почав проводитись національний чемпіонат, куди потрапляли найсильніші клуби регіональних змагань. У першому розіграші «Югославія» вибула у півфіналі. Натомість у чемпіонаті 1924 року здобула перемогу. На шляху до фіналу команда здолала «Славію» (Осієк) (5:2) і «Сомборський» (6:1), а у головному матчі перемогла «Хайдук» (Спліт) з рахунком 2:1.
У 1925 році «Югославія» повторила свій успіх. З однаковим рахунком 3:2 клуб послідовно переміг «Хайдук» (Спліт), «Славію» (Осієк) і «Граджянскі» (Загреб). На той час Махек перейшов у середню лінію, складаючи тріо півзахисників клубу разом з Михайлом Начевичем і Светиславом Марковичем. Лідерами команди разом з Махеком у чемпіонських сезонах також були Милутин Івкович, Драган Йованович, Стеван Лубурич, Душан Петкович, Бранислав Секулич.
У цей же час виступав у складі збірної Белграда. Зокрема, був учасником першого розіграшу Кубка короля Олександра 1924 року, турніру для найбільших міст Югославія.
З 1927 року Алоїз Махек виступав у клубі «Соко». Проживав у Югославії протягом усього подальшого життя.

## Трофеї і досягнення
- Чемпіон Югославії: 1924, 1925
- Чемпіон футбольної асоціації Белграда: 1922, 1923, 1924, 1925, 1926
- Переможець Сербського Олімпійського кубку: 1914